# ЛАРС-2
Лаки ракетни артиљеријски систем(или ЛАРС)је серија западно-немачких возила на која су монтирани вишецевни ракетни лансери који су пројектовани за брзу концентрацију ватре на задату мету. Користи ракете калибра 110мм. Обично се монтирао на лако оклопљено возило Магирус или МАН 6х6 камион, а 36 ракета смештено је у два контејнера од по 18 ракета. Овај систем је ушао у употребу 1969. године и коришћен је све до 1998. године када је повучен из употребе, а заменио га је амерички М270. Производља овог система одвијала се у две варијанте,: ЛАРС-1 и ЛАРС-2.

## Историјат и развој
Немачка је била прва земља на западу која је прихватила руске тенденције развоја вишецевних лансера ракета. Први немачки вишецевни лансер ракета калибра 110mm ЛАРС произведен је 1969 године. Тај систем је модификован и добио је ознаку ЛАРС-2. Истог је калибра ко први, а смештенм је на камион МАН 6х6. За њега су произведене ракете са неколико врста бојевих глава: Распрскавајуће, са 5 против-тенковских мина АТ-2, са 8 противпешадијских мина АТ-I, са магнетним упаљачем и димна са 336 димних елемената.

## Касетни проектили
Током развоја свог вишецевног лансера ракета ЛАРС-1 и ЛАРС-2 Немци су развили касетну бојаву главу са противтенковским минама АТ-2 ( први пут су те мине примењене у инжињеријским системима за брзо минирање). У бојеву главу смештено је 7 елемената са по 4 мине у сваком од њих. Елементи су упаковани у полиетиленску пену и окружени са два челична контејнера у којима се налази генератор повезан са темпираним упаљачем бојеве главе којима се иницира отварање кошуљице њеног тела. Упаљач истовремено детонира четири лансирна експлозивна пуњења која се пружају дуж целе унутрашње површине кошуљице бојеве главе. Под притиском контејнери потискују напоље елементе са минама које се активирају и распрскавају помоћу сопственог експлозива, ослобађајући мине из којих се избацују мали падобрани и антене сензора кретања. После приземљења мине од ње отпада падобран, а мина се издиже изнад земље преводећи се у борбени положај. Сензор мине (флексибилна жица) иницира експлозију када мина дође у додир са било којим делом тела оклопног возила. Мине АТ-2 имају кумулативно пуњење које пробија оклоп дебљине 150mm и електронски упаљач, као и уређаје за спречавање померања и дезактивирање. 
Друга верзија касетне бојеве главе садржи противтенковске мине АТ-4 са кумулативним пуњењем и електронским упаљачем и темпираним уређајем за самоуништењем. Са два лансера минам АТ-4 могуће је минирати простор величине 1500х30 метара.